# ستيف فوربس (ملاكم)
ستيف فوربس (بالإنجليزية: Steve Forbes)‏ مواليد 26 فبراير 1977 في بورتلاند، هو ملاكم أمريكي يصنف ضمن فئة وزن الوسط. حقق بطولة الاتحاد الدولي للملاكمة.

## المسيرة الاحترافية
من نزالاته:
- خسر أمام أندريه برتو (27-09-2008).
- خسر أمام أوسكار دي لا هويا (03-05-2008).
- انتصر على فرانسيسكو بويدو (06-10-2007).
- انتصر على كورنيليوس بوندراجي (10-02-2006).

## إحصائيات
خاض خلال مسيرته 49 نزالا، فاز في 35 ولم يتعادل وخسر في 14. فاز بالضربة القاضية في 11 نزالا.

## روابط خارجية
- ستيف فوربس على موقع بوكس ريك (الإنجليزية) (registration required)